# Rijksbeschermd gezicht Kornwerderzand
Gezicht Kornwerderzand is een van rijkswege beschermd dorpsgezicht in Kornwerderzand in de Nederlandse provincie Friesland. De procedure voor aanwijzing werd gestart op 20 mei 2003. Het gebied werd op 5 december 2007 definitief aangewezen. Het beschermd gezicht beslaat een oppervlakte van 374 hectare.
Panden die binnen een beschermd gezicht vallen krijgen niet automatisch de status van beschermd monument. Wel zal de gemeente het bestemmingsplan aanpassen om nieuwe ontwikkelingen in het gebied te reguleren. De gezichtsbescherming richt zich op de stedenbouwkundige en cultuurhistorische waardering van een gebied en wil het toekomstig functioneren daarvan veiligstellen.